# Algoasaurus
Algoasaurus („ještěr od zátoky Algoa“) byl rod sauropodního býložravého dinosaura, který žil v období pozdní jury až rané křídy (geologické stupně/věky tithon až valangin, před asi 148 až 138 miliony let) na území dnešní Jihoafrické republiky (souvrství Kirkwood, provincie Kapsko).

## Popis
Tělo tohoto dlouhokrkého čtvernožce bylo robustní a zavalité, při celkové délce kolem 9 metrů šlo ale pouze o menší druh sauropoda.

## Objev
Zkameněliny typového druhu A. bauri byly objeveny roku 1903 dělníky v lomu na cihly, kteří nerozeznali jeho význam a většinu materiálu tak zničili využitím na výrobu cihel. O rok později formálně popsal zbývající materiál v podobě stehenní kosti, obratle, fragmentu lopatky a prstního článku původem skotský lékař a paleontolog Robert Broom.